# 朱諾里奇 (佛羅里達州)
朱諾里奇（英語：Juno Ridge）是位於美國佛羅里達州棕櫚灘縣的一個人口普查指定地區。

## 地理
朱諾里奇的座標為26°50′57″N 80°03′44″W / 26.84917°N 80.06222°W，而該地最高點為海拔高度4米（即13英尺）。

## 人口
根據2010年美國人口普查的數據，朱諾里奇的面積為0.40平方千米，當中陸地面積為0.40平方千米，而水域面積為0.00平方千米。當地共有人口742人，而人口密度為每平方千米1,855人。